# Các trường Công lập Boston

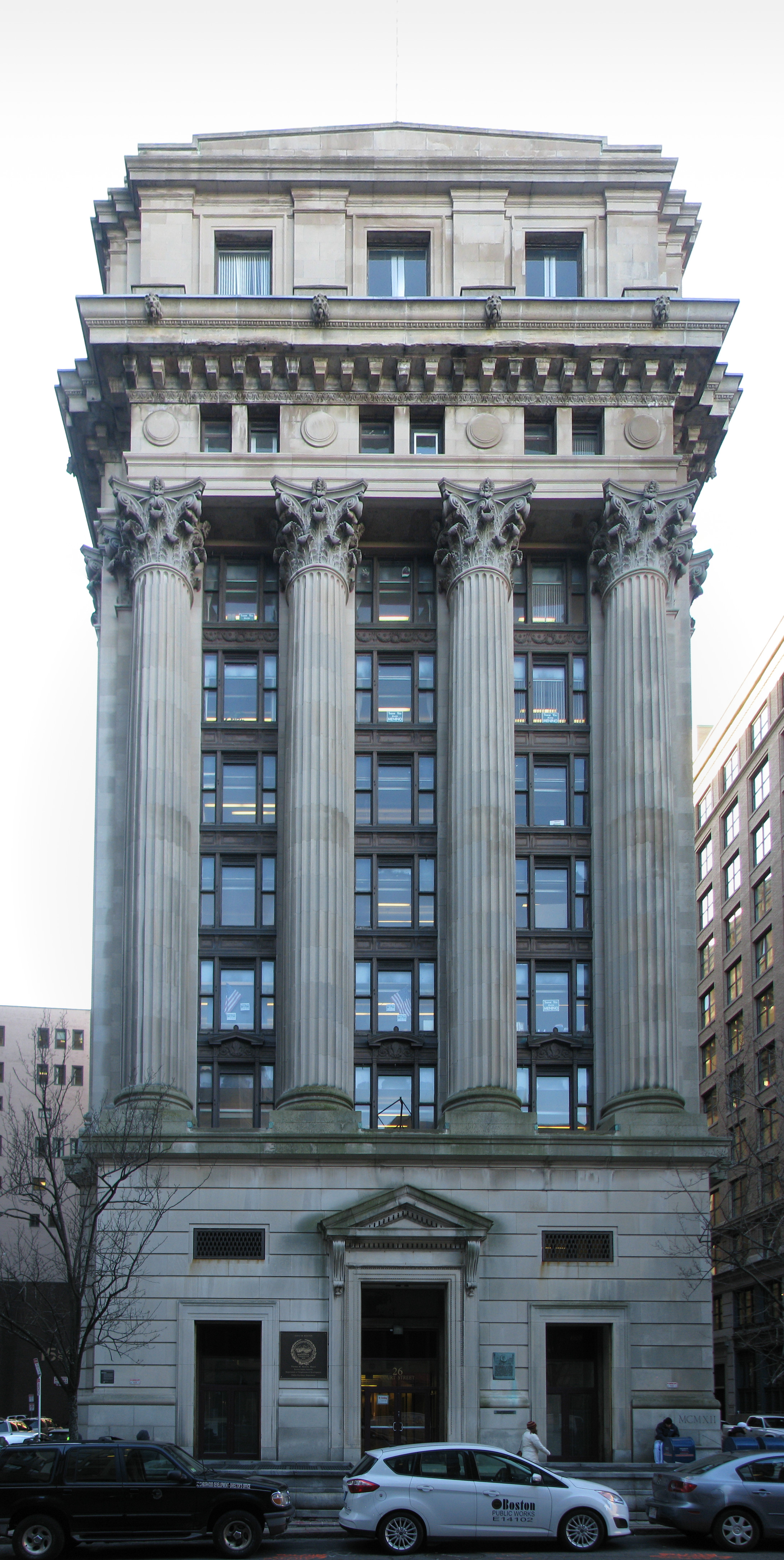
BPS tổng hành dinh

Các trường Công lập Boston (Boston Public Schools, BPS) là một học khu phục vụ thành phố Boston, tiểu bang Massachusetts, Hoa Kỳ.
Học khu được lãnh đạo bởi một tổng giám đốc được thuê bởi Ủy bang trường học Boston Ủy ban, một ủy viên có 7 ủy viên được bổ nhiệm bởi Thị trưởng sau khi được phê duyệt bởi một ủy ban chỉ định gồm các bên hữu quan (stakeholders). Ủy ban trường thiết lập chính sách cho học khu và phê duyệt ngân sách hoạt động hàng năm của học khu. Cơ quan quản lý này thay thế một ủy ban 13 thành viên được bầu sau khi một cuộc bỏ phiếu trưng cầu dân ý dân chúng vào năm 1991. Vị giám thị phục vụ như là một thành viên của nội các của Thị trưởng.
Từ tháng 10 năm 1995 thông qua tháng 6 năm 2006, Tiến sĩ Thomas W. Payzant đã giữ chức tổng giám đốc. Cựu thứ trưởng cựu Bộ Giáo dục Hoa Kỳ, Payzant là tổng giám đốc đầu tiên được lựa chọn bởi Ủy ban trường học chỉ định. Khi Tiến sĩ Payzant thôi chức, Giám đốc điều hành Michael G. Contompasis, cựu hiệu trưởng của Trường Boston Latin, đã trở thành Giám đốc tạm thời, và được bổ nhiệm làm giám đốc trong tháng 10 năm 2006. Tiến sĩ Manuel J. Rivera, tổng giám đốc của Khu Học Chánh thành phố Rochester, đã đồng ý trở thành tổng giám đốc tiếp theo của các Trường Công Lập Boston, nhưng thay vì chấp nhận một bài như là Phó thư ký cho giáo dục công cộng cho Thống đốc New York Eliot Spitzer. Trong tháng 6 năm 2007, Ủy ban trường học Boston đã bỏ phiếu nhất trí bổ nhiệm Tiến sĩ Carol R. Johnson là Tổng Giám đốc tiếp theo, bắt đầu từ tháng 8 năm 2007. Tiến sĩ Johnson đã từng là Giám đốc của Các trường Thành phố Memphis kể từ năm 2003.
Thị Trưởng và Hội đồng Thành phố Boston có kiểm soát phân bổ tổng thể cho Các trường Công lập Boston, nhưng Ủy ban trường có kiểm soát cách thức tài trợ được phân bổ trong nội bộ, và có kiểm soát chính sách.